# NGC 948
NGC 948 (другие обозначения — MCG -2-7-15, PGC 9431) — спиральная галактика с перемычкой (SBc) в созвездии Кит.
Этот объект входит в число перечисленных в оригинальной редакции «Нового общего каталога».
В первом Индекс-каталоге Шербурном Бернхэмом были «исправлены» координаты NGC 948, и они оказались такими же, как у NGC 945 (это может значить, что Бернхэм наблюдал за NGC 948 и принял её за NGC 945), что привело к дублированию записей. Однако это, по-видимому, никогда не замечалось, и определение NGC 948 как более слабая галактика к северо-востоку от NGC 945 никогда не вызывало сомнений.
Галактика низкой поверхностной яркости в инфракрасном диапазоне. Чаще всего такие галактики небольшого размера, однако NGC 948 достаточно крупная. 
Галактика NGC 948 входит в состав группы галактик NGC 945. Помимо NGC 948 в группу также входят NGC 945, NGC 950, NGC 977, MGC -2-7-20, MGC -2-7-32 и MGC -2-7-33.